# Marc Lavoine

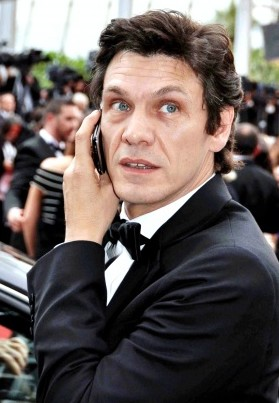
Lavoine bei den Filmfestspielen von Cannes 2010

Marc Lavoine (* 6. August 1962 in Longjumeau) ist ein französischer Chansonnier, Komponist und Filmschauspieler. 

## Leben
Der Durchbruch gelang Marc Lavoine 1985 mit dem Lied Elle a les yeux revolver, das auf seinem ersten Studioalbum Lavoine veröffentlicht wurde. Ein weiterer Hit war das Duett Qu’est-ce que t’es belle, das Lavoine 1987 mit Catherine Ringer aufnahm und auf seinem 2. Studioalbum Fabriqué veröffentlicht wurde. Seitdem hat er regelmäßig Hits in den französischen und auch den Schweizer Charts, z. B. Paris (1991), C’est ça la France (1996), Dis-moi que l’amour (2003), Toi mon amour (2006) oder J’ai tout oublié, das im Duett mit Cristina Marocco 2001 ein Nummer-eins-Hit war. Er nimmt regelmäßig an dem jährlichen Wohltätigkeitskonzert der Enfoirés, dem größten Medienereignis in der francophonen Welt teil.
Seit er 1994 in Chabrols Film Die Hölle mitspielte, ist er auch regelmäßig als Schauspieler zu sehen.

## Diskografie
Studioalben

| Jahr | Titel Musiklabel                           | Höchstplatzierung, Gesamtwochen, AuszeichnungChartplatzierungen (Jahr, Titel, Musiklabel, Platzierungen, Wochen, Auszeichnungen, Anmerkungen) | Höchstplatzierung, Gesamtwochen, AuszeichnungChartplatzierungen (Jahr, Titel, Musiklabel, Platzierungen, Wochen, Auszeichnungen, Anmerkungen) | Höchstplatzierung, Gesamtwochen, AuszeichnungChartplatzierungen (Jahr, Titel, Musiklabel, Platzierungen, Wochen, Auszeichnungen, Anmerkungen) | Anmerkungen                                                                      |
| Jahr | Titel Musiklabel                           | FR | CH | BEW | Anmerkungen                                                                      |
| ---- | ------------------------------------------ | --- | --- | --- | -------------------------------------------------------------------------------- |
| 1985 | Marc Lavoine Philips (Phonogram)           | — | — | — | Erstveröffentlichung: 1985                                                       |
| 1987 | Fabriqué AVREP (Polygram)                  | — | — | — | Erstveröffentlichung: 1987                                                       |
| 1989 | Les Amours du dimanche AVREP (Polygram)    | FR— ×2DoppelgoldFR | — | — | Erstveröffentlichung: 1989                                                       |
| 1991 | Paris AVREP (Distrisound)                  | FR— GoldFR | — | — | Erstveröffentlichung: Oktober 1991                                               |
| 1993 | Faux rêveur AVREP (BMG)                    | — | — | — | Erstveröffentlichung: 10. Oktober 1993                                           |
| 1996 | Lavoine AVREP (BMG)                        | — | — | — | Erstveröffentlichung: 25. November 1996                                          |
| 1999 | 7e ciel AVREP (BMG)                        | FR57 (4 Wo.)FR | — | — | Erstveröffentlichung: 6. September 1999                                          |
| 2001 | Marc Lavoine Mercury Records (UMG)         | FR11 ×2Doppelplatin · (96 Wo.)FR | CH62 Gold · (33 Wo.)CH | BEW11 Gold · (51 Wo.)BEW | Erstveröffentlichung: 8. Oktober 2001                                            |
| 2005 | L’heure d’été Mercury Records (UMG)        | FR3 ×2Doppelplatin · (91 Wo.)FR | CH23 (18 Wo.)CH | BEW2 Gold · (73 Wo.)BEW | Erstveröffentlichung: 23. Mai 2005                                               |
| 2009 | Volume 10 Mercury Records (UMG)            | FR1 ×3Dreifachplatin · (80 Wo.)FR | CH28 (10 Wo.)CH | BEW3 Gold · (72 Wo.)BEW | Erstveröffentlichung: 31. August 2009                                            |
| 2012 | Je descends du singe Barclay Records (UMG) | FR1 Platin · (51 Wo.)FR | CH41 (7 Wo.)CH | BEW1 (32 Wo.)BEW | Erstveröffentlichung: 10. September 2012                                         |
| 2016 | Les souliers rouges Barclay Records (UMG)  | FR6 Gold · (24 Wo.)FR | CH40 (4 Wo.)CH | BEW7 (29 Wo.)BEW | Erstveröffentlichung: 9. September 2016 Cœur de Pirate / Arthur H / Marc Lavoine |
| 2018 | Je reviens à toi Barclay Records (UMG)     | FR2 Gold · (59 Wo.)FR | CH16 (7 Wo.)CH | BEW1 (33 Wo.)BEW | Erstveröffentlichung: 18. Mai 2018                                               |
| 2022 | Adulte jamais ML44 (UMG)                   | FR5 (19 Wo.)FR | CH34 (3 Wo.)CH | BEW6 (17 Wo.)BEW | Erstveröffentlichung: 14. Januar 2022                                            |
| 2024 | Revolver ML44 (UMG)                        | FR12 (13 Wo.)FR | CH34 (1 Wo.)CH | BEW23 (9 Wo.)BEW | Erstveröffentlichung: 18. Oktober 2024                                           |

grau schraffiert: keine Chartdaten aus diesem Jahr verfügbar

## Filmografie (Auswahl)
- 1993: Die Hölle (L’Enfer)
- 1995: Fiesta
- 2001: Depraved (Deception)
- 2001: Meine Frau, die Schauspielerin (Ma femme est une actrice)
- 2002: Der Dieb von Monte Carlo (The Good Thief)
- 2003: Die Herzen der Männer (Le cœur des hommes)
- 2003: Les clefs de bagnole
- 2013–2014: Crossing Lines (Fernsehserie, 22 Folgen)
- 2014: French Women – Was Frauen wirklich wollen (Sous les jupes des filles)